# ليتورال (الكاميرون)
ليتورال (بالفرنسية: Région du Littoral)‏ هي منطقة في الكاميرون، بلغ عدد سكانها 2,294,540 نسمة وذلك حسب إحصائيات سنة 2007، عاصمتها دوالا، تبلغ مساحتها 20,248 كيلومتر مربع.

## الموقع
تشترك في الحدود مع:
- المنطقة الجنوبية الغربية (الكاميرون)
  - منطقة المركز (الكاميرون)
  - المنطقة الغربية
  - المنطقة الجنوبية.

## التقسيمات الإدارية
- Moungo (department) [الإنجليزية]‏
- Nkam [الإنجليزية]‏
- Sanaga-Maritime [الإنجليزية]‏
- وري [الإنجليزية]‏.